# 티노 안조린
파우스티노 아데볼라 라시드 안조린 (Faustino Adebola Rasheed Anjorin, 2001년 11월 23일 ~ )는 티노 안조린이라는 이름으로 알려져 있는 잉글랜드의 축구 선수이다. 현재 이탈리아 세리에 A의 토리노에서 활약하고 있다.

## 첼시 FC
첼시 U-7 development center에서 축구를 시작했으며 첼시 U-9팀에 입단할 때 정식으로 계약했다. 이후 2017-18 시즌에 U-18팀으로 승격했고, 2018-19 시즌에 U-23 경기에 데뷔했다.
그림즈비 타운과의 32강전에서 교체 출전하여 좋은 모습을 보였다.
EPL 29R 에버턴 전에서 교체 출전하면서 리그 데뷔전을 치렀다. 하지만, 별로 특별한 모습은 보이지 못했고 길모어가 패스해 준 오픈 찬스를 날리면서 아직 부족한 모습을 보였다.
2020년 6월 8일(한국시간) 첼시와 5년 재계약을 채결하였다.
챔스 조별리그 6차전 FC 크라스노다르와의 경기에서 선발출전하여 하베르츠에게 좋은 패스를 주는등 괜찮은 활약을 펼쳤다.
허드슨 오도이와 하킴 지예흐의 부상으로 인해 그들의 대안으로 간간히 1군에 남긴다고 한다.

## 국가대표 경력
나이지리아 아버지를 둔 덕에 나이지리아와 잉글랜드 이중국적을 가지고 있다. 허나 선수는 U16부터 단계별로 U19까지 잉글랜드 국가대표팀을 선택해 뛰고 있다.

## 플레이 스타일
뛰어난 피지컬을 가지고 있다. 186cm라는 큰 키에 파워도 강하고 발도 빨라서 제2의 치크라는 얘기를 듣고 있다. 파이널 서드에서의 공격포인트 생산성이 매우 높은데 골뿐만 아니라 키패스도 넣어줄 수 있는 선수이다.